# Горович
Горович је насеље у Србији у општини Топола у Шумадијском округу. Према попису из 2022. има 219 становника (према попису из 2011. било је 284 становника).
Овде се налазе Стара црква у Горовичу и Конак Милутина Георгијевића у Горовичу.

## Демографија
У насељу Горович живи 275 пунолетних становника, а просечна старост становништва износи 45,4 година (45,1 код мушкараца и 45,8 код жена). У насељу има 103 домаћинства, а просечан број чланова по домаћинству је 3,10.
Ово насеље је великим делом насељено Србима (према попису из 2002. године), а у последња три пописа, примећен је пад у броју становника.
|  |

| Демографија | Демографија | Демографија |
| Година      | Становника  | Становника  |
| ----------- | ----------- | ----------- |
| 1948.       | 588         |             |
| 1953.       | 587         |             |
| 1961.       | 570         |             |
| 1971.       | 509         |             |
| 1981.       | 433         |             |
| 1991.       | 410         | 393         |
| 2002.       | 319         | 332         |
| 2011.       | 284         |             |
| 2022.       | 219         |             |

| Етнички састав према попису из 2002.‍ | Етнички састав према попису из 2002.‍ | Етнички састав према попису из 2002.‍ | Етнички састав према попису из 2002.‍ | Етнички састав према попису из 2002.‍ |
| ------------------------------------ | ------------------------------------ | ------------------------------------ | ------------------------------------ | ------------------------------------ |
|                                      |                                      |                                      |                                      |                                      |
| Срби                                 | Срби                                 |                                      | 318                                  | 99,68%                               |
| Хрвати                               | Хрвати                               |                                      | 1                                    | 0,31%                                |
| непознато                            | непознато                            |                                      | 0                                    | 0,0%                                 |

| Година пописа     | 1948. | 1953. | 1961. | 1971. | 1981. | 1991. | 2002. |
| ----------------- | ----- | ----- | ----- | ----- | ----- | ----- | ----- |
| Број домаћинстава | 127   | 129   | 133   | 123   | 116   | 112   | 103   |

| Број чланова      | 1  | 2  | 3  | 4  | 5 | 6 | 7 | 8 | 9 | 10 и више | Просек |
| ----------------- | -- | -- | -- | -- | - | - | - | - | - | --------- | ------ |
| Број домаћинстава | 23 | 23 | 15 | 25 | 5 | 7 | 2 | 3 | 0 | 0         | 3,10   |

| Пол    | Укупно | Неожењен/Неудата | Ожењен/Удата | Удовац/Удовица | Разведен/Разведена | Непознато |
| ------ | ------ | ---------------- | ------------ | -------------- | ------------------ | --------- |
| Мушки  | 148    | 44               | 84           | 12             | 7                  | 1         |
| Женски | 136    | 17               | 87           | 26             | 5                  | 1         |
| УКУПНО | 284    | 61               | 171          | 38             | 12                 | 2         |

| Пол    | Укупно                    | Пољопривреда, лов и шумарство | Рибарство                            | Вађење руде и камена | Прерађивачка индустрија       |
| ------ | ------------------------- | ----------------------------- | ------------------------------------ | -------------------- | ----------------------------- |
| Мушки  | 85                        | 72                            | 0                                    | 1                    | 1                             |
| Женски | 42                        | 37                            | 0                                    | 0                    | 0                             |
| УКУПНО | 127                       | 109                           | 0                                    | 1                    | 1                             |
| Пол    | Производња и снабдевање   | Грађевинарство                | Трговина                             | Хотели и ресторани   | Саобраћај, складиштење и везе |
| Мушки  | 0                         | 4                             | 2                                    | 1                    | 0                             |
| Женски | 1                         | 0                             | 2                                    | 0                    | 0                             |
| УКУПНО | 1                         | 4                             | 4                                    | 1                    | 0                             |
| Пол    | Финансијско посредовање   | Некретнине                    | Државна управа и одбрана             | Образовање           | Здравствени и социјални рад   |
| Мушки  | 0                         | 0                             | 0                                    | 3                    | 0                             |
| Женски | 0                         | 1                             | 0                                    | 1                    | 0                             |
| УКУПНО | 0                         | 1                             | 0                                    | 4                    | 0                             |
| Пол    | Остале услужне активности | Приватна домаћинства          | Екстериторијалне организације и тела | Непознато            | Непознато                     |
| Мушки  | 0                         | 0                             | 0                                    | 1                    | 1                             |
| Женски | 0                         | 0                             | 0                                    | 0                    | 0                             |
| УКУПНО | 0                         | 0                             | 0                                    | 1                    | 1                             |